# Football Club de Versailles 78
Il Football Club de Versailles 78, noto semplicemente come Versailles, è una società calcistica francese con sede nella città di Versailles. Milita in Championnat National, la terza divisione del campionato francese.

## Storia
Il Football Club de Versailles 78 nasce nel 1989 come risultato della fusione tra il Racing Club Versailles e il Companion Sports Versailles. La nuova società ha preso il posto del Racing Club Versailles nella Championnat National 3, nella selezione Nord.
La prima stagione in Championnat National 3 del club non è stata postiva, con il club che ha concluso al 14 ° posto, accumulando solo 24 punti in 30 partite e retrocedendo nella serie minore.
Nei successivi due anni in Championnats Régionales, il club ha ottenuto due ottavi posti consecutivi, prima di un sesto posto nella stagione 1992-93.
Negli anni successivi ha riconquistato la promozione in quinta divisione ed dopo qualche anno anche quella in Championnat National 2, che però ha visto la retrocessione del club dopo una stagione terminata al 17º posto della classifica. La squadra tornata in Championnat National 3, non è riuscita a riconquistare la promozione nelle due stagioni successive, terminando sempre a posizioni di metà classifica.
Nella stagione 1996-1997, il club ottiene nuovamente la promozione in quarta serie, militando nel Gruppo B nella stagione 1997-98, terminando al 13 ° posto.
La stagione successiva, il club venne trasferito nel Gruppo H, dove trovò nuovamente la retrocessione nella Division d'Honneur Paris Île-de-France.
Nelle sei stagioni successive rimase in quinta divisione francese, ottenendo come massimo il terzo posto nella stagione 2000-2001. Nella stagione 2004-2005 la squadra ha subito nuovamente la retrocessione, dopo essere arrivata ultima in classifica con 46 punti in 26 partite.
Il 29 gennaio 2022, il club sconfigge il Tolosa, squadra di Ligue 2, conquistando l'accesso agli ottavi di finale della Coupe de France 2021-2022. 
Poche settimane più tardi conquista anche la semifinale, battendo il Bergerac ai tiri di rigore.
Nella stagione 2021-2022 conquista la promozione in Championnat National, terza divisione del Campionato francese.
Il 15 giugno 2023 il club viene acquistato dal Alexandre Mulliez, nipote del fondatore di Auchan, e il suo socio Fabien Lazare. Alexandre Mulliez dunque assume la carica di presidente del club, mentre il socio Lazare assume quella di direttore generale.
Il 1º febbraio 2024 la giuda tecnica viene affidata al tecnico Jean-Luc Vasseur, poi esonerato il 2 ottobre seguente.
Il 18 marzo 2024, il club comunica sui propri canali ufficiali che il pilota di Formula 1 Pierre Gasly, è diventato il terzo socio proprietario dell'FC Versailles.

## Allenatori
- 2014-2022  Youssef Chibhi
- 2022  Vincent Ehouman
- 2022-2023  Cris
- 2023-2024  Laurent Peyrelade
- 2024-   Jean-Luc Vasseur

## Società

### Organigramma societario
Dal sito transfermarkt della società.
- Alexandre Mulliez - Presidente
- Fabien Lazare - Direttore generale

## Palmarès

### Competizioni nazionali
- Championnat National 2: 1

2021-2022
- Championnat National 3: 1

2019-2020

## Organico

### Rosa 2024-2025
Aggiornata al 24 ottobre 2024.
| N. |                               | Ruolo | Calciatore                                      |
| -- | ----------------------------- | ----- | ----------------------------------------------- |
| 1  | Francia (bandiera)            | P     | Jules Raux                                      |
| 2  | Haiti (bandiera)              | A     | Mondy Prunier                                   |
| 4  | Francia (bandiera)            | D     | Ibrahim Karamoko                                |
| 6  | Mauritania (bandiera)         | D     | Lassana Diakhaby                                |
| 7  | Francia (bandiera)            | C     | Bilal Hend                                      |
| 8  | Guadalupa (bandiera)          | C     | Jordan Leborgne                                 |
| 9  | Guinea (bandiera)             | C     | Djibril Bangoura                                |
| 10 | Francia (bandiera)            | A     | Samy Baghdadi                                   |
| 11 | Francia (bandiera)            | A     | Yohan Brun                                      |
| 12 | Turchia (bandiera)            | D     | Melih Altıkulaç                                 |
| 13 | Togo (bandiera)               | D     | Gustave Akueson                                 |
| 14 | Francia (bandiera)            | C     | Romain Basque                                   |
| 15 | Rep. Centrafricana (bandiera) | A     | Vénuste Baboula (in prestito da Quevilly-Rouen) |

| N. |                      | Ruolo | Calciatore            |
| -- | -------------------- | ----- | --------------------- |
| 17 | Francia (bandiera)   | C     | Chris-Kévin Nadje     |
| 18 | Francia (bandiera)   | C     | Grégoire Lefebvre     |
| 19 | Francia (bandiera)   | A     | Modeste Duku          |
| 20 | Francia (bandiera)   | C     | Loïc Damour           |
| 21 | Algeria (bandiera)   | A     | Mehdi Baaloudj        |
| 22 | Francia (bandiera)   | D     | Thibault Jaques       |
| 23 | Martinica (bandiera) | D     | Florian Lapis         |
| 24 | Francia (bandiera)   | D     | Dimitri Roszak        |
| 25 | Francia (bandiera)   | A     | Kévin Mbala           |
| 27 | Francia (bandiera)   | D     | Pierre Gibaud         |
| 29 | Francia (bandiera)   | C     | Jordan Mendes Correia |
| 40 | Francia (bandiera)   | P     | Sébastien Renot       |
|    | Algeria (bandiera)   | C     | Sofiane Boudraa       |

### Staff tecnico
Staff aggiornato al 27 dicembre 2023.
- Jean-Luc Vasseur - Allenatore
- Vincent Ehouman - Vice allenatore
- Charles Itandje - Allenatore dei portieri
- Téo Decker - Analista
- Vincent Fourneuf - Collaboratore tecnico
- Alexis Mattielli - Preparatore atletico
- Marco Pellegri - Team Manager
- Valentin Pautonnier - Fisioterapista
- Quentin Loue - Massaggiatore